# Mars 1896

## Événements
- Affaire Dreyfus : interception du télégramme (le « petit bleu ») adressé par Schwartzkoppen à Ferdinand Walsin Esterhazy.
- Rhodésie du Sud : seconde guerre Matabélé contre la British South Africa Company (fin en 1897).

- 1er mars : victoire du Négus Ménélik II contre les troupes italiennes du général Oreste Baratieri à Adoua en Éthiopie, garantissant l'indépendance de son pays. 100 000 Éthiopiens s’opposent à 17 000 Italiens lors de la bataille d'Adoua.

- 17 mars : la Cathédrale Notre-Dame de Grâce de Cambrai (Nord) est érigée en basilique mineure par le pape Léon XIII.

## Naissances
- 15 mars : Anatolie Popa, militaire soviétique († 25 juin 1920).
- 23 mars : Stepan Sosnovy, agronome et économiste ukraino-soviétique